# 국도 제92호선 (미국)

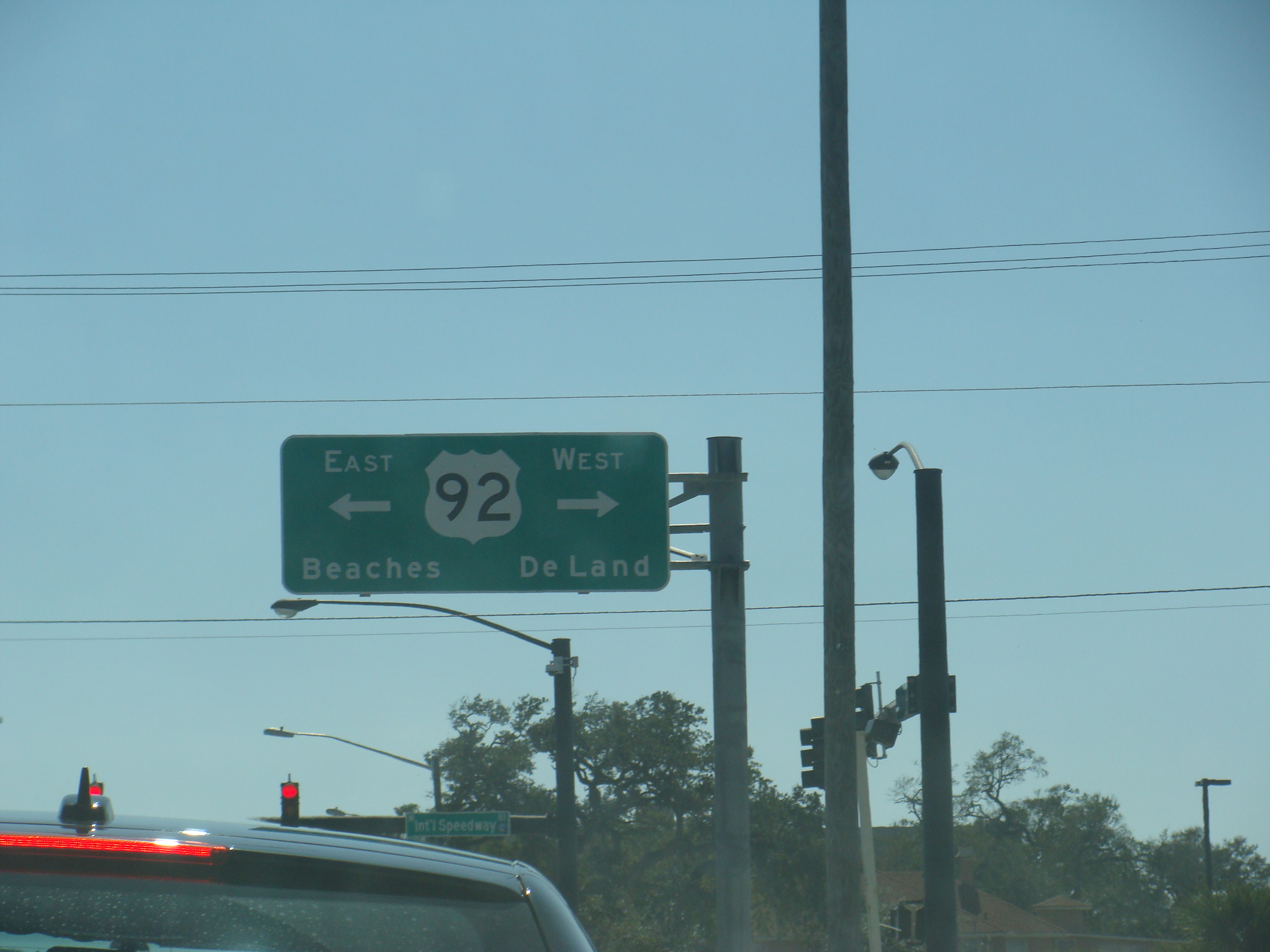
리지우드 거리에 위치하고 있는 미국 92번 국도의 실질적인 표지판이며, 데이토나비치에서 촬영됨.

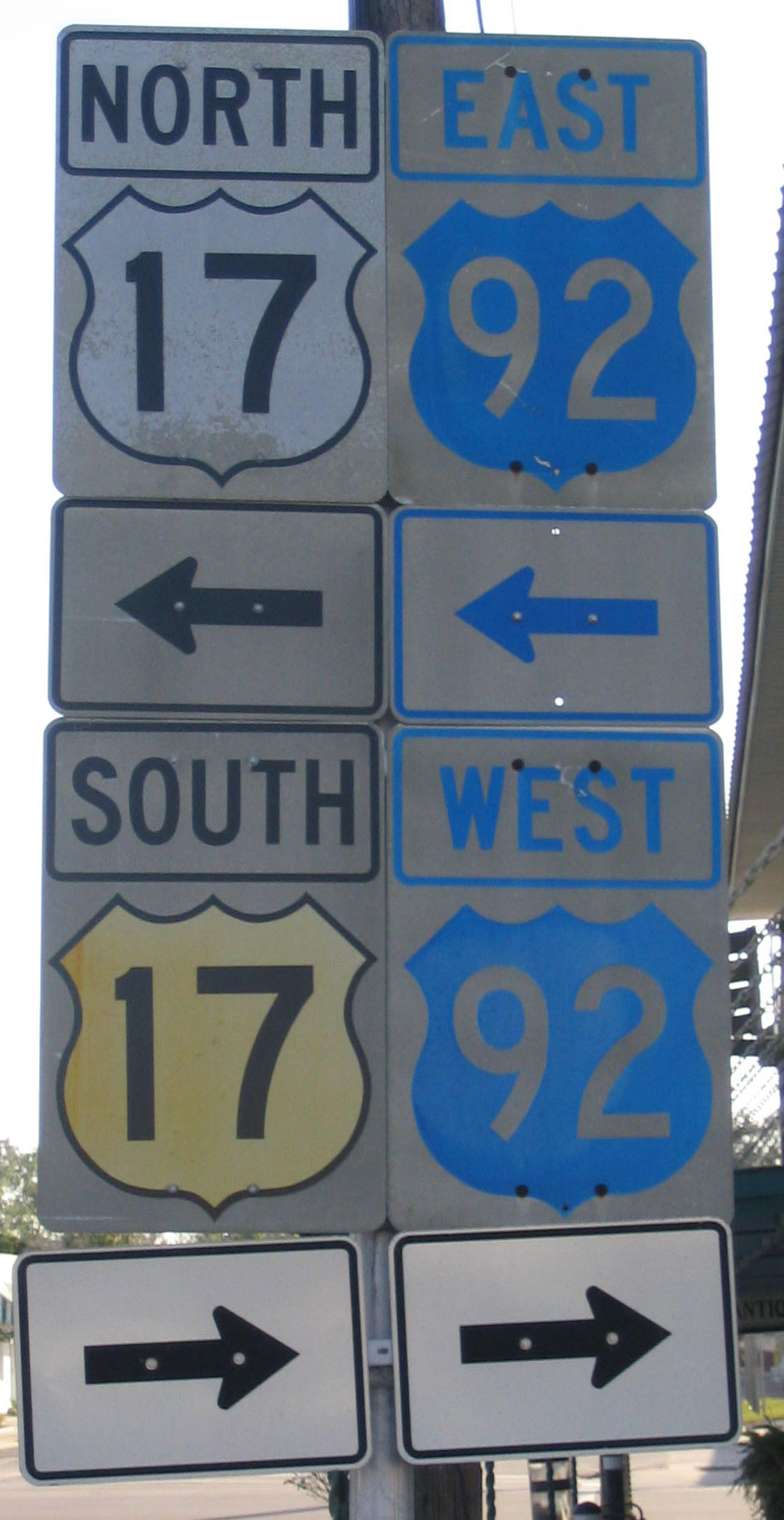
레이크앨프리드에 설치된 미국 17, 92번 국도가 하나로 병렬되어 있는 표지판의 모습.

국도 제92호선(U.S. Route 92)은 미국 플로리다주의 세인트피터즈버그에서 데이토나비치까지 이르는 미국의 일반 국도로, 총 연장은 181.363 마일 (291.875 km)이다. 기점인 세인트피터즈버그에서는 국도 제19호선과 플로리다주도 제687호선 등 2개의 도로와 접촉한 반면, 종점인 데이토나비치에서는 플로리다주도 제A1A호선과도 연결된다. 그래서 이 국도 노선에는 일부의 플로리다주도 노선이 범주에 포함되어 있다. 대상 노선으로는 687, 600, 517, 546호선 등이 있다.

## 통과하는 군별 도시
해당 도로가 플로리다주를 동서, 남북 방향으로 이어주고 있지만, 통과하는 군은 다음과 같다.
- 피넬러스군 : 세인트피터즈버그[A]
- 힐즈버러군 : 탬파, 플랜트시티(영어판, 스페인어판)
- 포크군 : 레이클랜드, 오번데일(영어판, 스페인어판), 레이크앨프리드(영어판, 스페인어판)
- 볼루시아군 : 드랜드(영어판), 데이토나비치

## 통과하는 도로
통과하고 있는 도로 중 주도, 군도 등은 제외한다.

### 주간고속도로
- 주간고속도로 제275호선
- 주간고속도로 제75호선
- 주간고속도로 제4호선
- 주간고속도로 제95호선

### 국도
- 국도 제19호선
- 국도 제41호선
- 국도 제301호선
- 국도 제98호선
- 국도 제17호선
- 국도 제1호선

## 특별 도로
미국 92번 국도의 특별 도로로는 유일하게 레이클랜드 비즈니스 루트가 유일하다. 그러나 해당 도로는 1961년부터 1999년까지 38년 동안 존속된 도로이다.

## 도로 표지판

1993년 이전 당시 플로리다주에서 사용한 US 92의 실제 마크